# Arthur Guy Salisbury-Jones
Sir Arthur Guy Salisbury-Jones, britanski general, * 1896, † 1985, Hambledon, Hampshire, Anglija.